# Hygrochroa diana
Hygrochroa diana är en fjärilsart som beskrevs av Paul Dognin 1916. Hygrochroa diana ingår i släktet Hygrochroa och familjen silkesspinnare. Inga underarter finns listade i Catalogue of Life.